# Mariebergssundet
59°19′34″N 18°0′28″Ø / 59.32611°N 18.00778°Ø
 Ikke at forveksle med Mariebergsfjärden.
Mariebergssundet er et sund mellem øen Lilla Essingen og Kungsholmen i Stockholm. Mariebergssundet er en del af Mälaren.
Sundet er cirka 700 meter langt og har en bredde af cirka 50 meter hvor den er som smallest. Dybden varierar fra 5,5 meter til 1,0 meter. Vid sundets sydlige bred, på Lilla Essingen ligger Essinge Båtklubb, oprettet i 1934.
Der er flere broer over Mariebergssundet, dels Mariebergsbron som er en 109 meter lang stålkonstruktion med en sejlfri højde på 12 meter og total bredde på 15 meter. Broen indviedes nyårsaften 1936; - Og dels Fredhällsbron som er 270 meter lang og har en sejlfri højde på 14,8 meter. Fredhällsbron er en del af motorvejsruten Essingeleden og indviedes sammen med den i midten af 1960'erne.